# Giorgio Barberio Corsetti
Giorgio Barberio Corsetti, né en 1951 à Rome est un acteur, dramaturge et metteur en scène italien de théâtre, d'opéras et de spectacles circassiens. Il est l'un des principaux représentants du théâtre contemporain (teatro di ricerca) en Italie.

## Biographie
Giorgio Barberio Corsetti est diplômé de l'Académie d'Art Dramatique Silvio d'Amico.
En 1976, il fonde la compagnie La Gaia Scienza (le gai savoir) qui monte différents spectacles jusqu'en 1984. La même année, il fonde un groupe à qui il donne son propre nom, et il présente à la Biennale de Venise Ladri d'anime (voleurs d'âmes). Corsetti y expérimente un nouveau langage théâtral caractérisé par des projections vidéos.
En 1988, il entreprend tout un parcours de recherche sur Kafka. Il propose une version théâtrale de trois de ses récits puis monte en 1992 l'œuvre inachevée L'Amérique en invitant le public à suivre les comédiens dans un parcours toujours différent dans les rues des villes italiennes où la pièce était représentée.
En 1993, en collaboration avec Stéphane Braunschweig, il monte à Dijon Le Docteur Faustus de Thomas Mann, premier chapitre d'un ample projet sur le Faust de Goethe, qu'il termine en 1995.
En 1994, il reçoit le Prix Europe réalités théâtrales, « pour les nouveaux moyens scéniques, pour ses travaux de melange entre la vidéo-installation et le spectacle, l’image et l’éléctronique, la prise de vue en direct et l’action ».
En 1999, Giorgio Barberio Corsetti devient directeur artistique de la section « Théâtre » de la Biennale de Venise. Il ouvre notamment la programmation au cirque. Il travaille d'ailleurs avec une compagnie de cirque : Les Colporteurs.
En 2001, il nomme sa compagnie Fattore K en hommage à Franz Kafka.

## Mises en scène

### Théâtre
- 1985 : Prologo a diario segreto contraffatto
- 1986 : Correva come un lungo segno bianco
- 1987 : La camera astratta
- 1992 : Il legno dei violini
- 1993 : Docteur Faustus d'après Thomas Mann, mise en scène Stéphane Braunschweig et Giorgio Barberio Corsetti, Théâtre de Gennevilliers
- 1994 : Descrizione di una battaglia d'après Franz Kafka (Le Terrier, Le Verdict et Description d'un combat), Théâtre de Gennevilliers
- 1995 : L'Histoire du soldat d'après Charles-Ferdinand Ramuz, adaptation Sergio Citti, Giulio Paradisi, Pier Paolo Pasolini, Festival d'Avignon
- 1996 : Le Château d'après Franz Kafka, Théâtre national de Bretagne
- 1998 : Les Géants de la montagne de Luigi Pirandello
- 1999 : Barcas de Gil Vicente
- 1999 : La Tempesta de William Shakespeare, Festival d'Avignon
- 2000 : Graal d'après Chrétien de Troyes et Wolfram Von Eschenbach
- 2001 : Il Processo d'après Franz Kafka, Théâtre national de Strasbourg, Centre national de création d'Orléans
- 2001 : Woyzeck de Georg Büchner, Biennale de Venise
- 2002 : Le Festin de pierre de Molière, Théâtre national de Strasbourg
- 2003 : Le Metamorfosi d'Ovide, Parc de la Villette (à partir de la traduction française de Danièle Robert)
- 2009 : Gertrude (Le Cri) d'Howard Barker, Odéon-Théâtre de l'Europe
- 2010 : La Ronde du carré de Dimítris Dimitriádis, Odéon-Théâtre de l'Europe
- 2012 : Un Chapeau de paille d'Italie d'Eugène Labiche, Comédie-Française
- 2014 : Le Prince de Hombourg de Heinrich von Kleist, Festival d'Avignon à la cour d'honneur du palais des papes
- 2015 avec Pierrick Sorin : La Belle Hélène de Offenbach, Théâtre du Châtelet

### Opéra
- 2005 : L'Orfeo de Claudio Monteverdi
- 2012 : Pop'pea d'après L'incoronazione di Poppea de Claudio Monteverdi, version vidéo-pop de l'opéra, au Théâtre du Châtelet, mise en scène de Ian Burton et Giorgio Barberio Corsetti
- 2016: La Cenerentola de Gioacchino Rossini au Teatro Massimo à Palerme

## Distinctions
- 1994 : Prix Europe Réalités Théâtrales[3]
- Prix du syndicat de la critique 2009 : meilleur créateur d'élément scénique pour Gertrud (le Cri)